# Religión en Benín
El cristianismo es la religión más profesada en Benín, con un 48,5% de la población total de la nación que son miembros de varias denominaciones cristianas. Como resultado, desempeña un papel importante en la configuración de la vida social y cultural del país.
Según la estimación de 2013 del gobierno de Benín, la población de Benín es 27.7% musulmana, 25.5% católica, 13.5% protestante (que incluye Celestial 6.7%, Metodista 3.4% y otras protestantes 3.4%), 11.6% Vodun, 9.5% de otras denominaciones cristianas y 12.2% de otras o ninguna.
Hay cristianos, musulmanes y seguidores de la religión tradicional africana en todo el país. Sin embargo, la mayoría de los adherentes del grupo religioso tradicional yoruba se encuentran en el sur, mientras que otras creencias de la religión tradicional africana se siguen en el norte. Los musulmanes están más representados en el norte y sureste. Los cristianos prevalecen en el sur, particularmente en Cotonú, la capital económica. No es raro que los miembros de una misma familia practiquen el cristianismo, el islam, la religión tradicional africana o una combinación de todos esto.
Entre las religiones tradicionales africanas más practicadas en Benín se encuentra el sistema de creencias Vodun que se originó en esta área de África.
Otras religiones tradicionales africanas se practican en las provincias de Atakora (Atakora y Donga) y Vodun y Orisha u Orisa entre los pueblos Yoruba y Tado que prevalecen en el centro y sur del país. La ciudad de Ouidah en la costa central es el centro espiritual de Vodun beninés.
Los panteones Tado y Orisha yoruba se corresponden estrechamente:
La deidad suprema Mawu (en el lenguaje Fon) o Olodumare (también conocido como Olorun, Eledumare, Olofin-Orun y Eledaa entre otros nombres) (en Yoruba)
La deidad de la tierra y la viruela, conocida como Sakpana (o Sopono, Sakpata), también se puede deletrear como 'Shakpata, Shopono, Shakpana, y también conocida como Babalu Aye u Obalu Aye.
La deidad del trueno y el relámpago, conocida como Shango ; También se puede deletrear como Sango, también conocido como Jakuta, Chango, Xevioso y Hevioso.
La deidad de la guerra y el hierro, conocida como Ogun, también conocida como Ogoun o Gu.

## Cristianismo

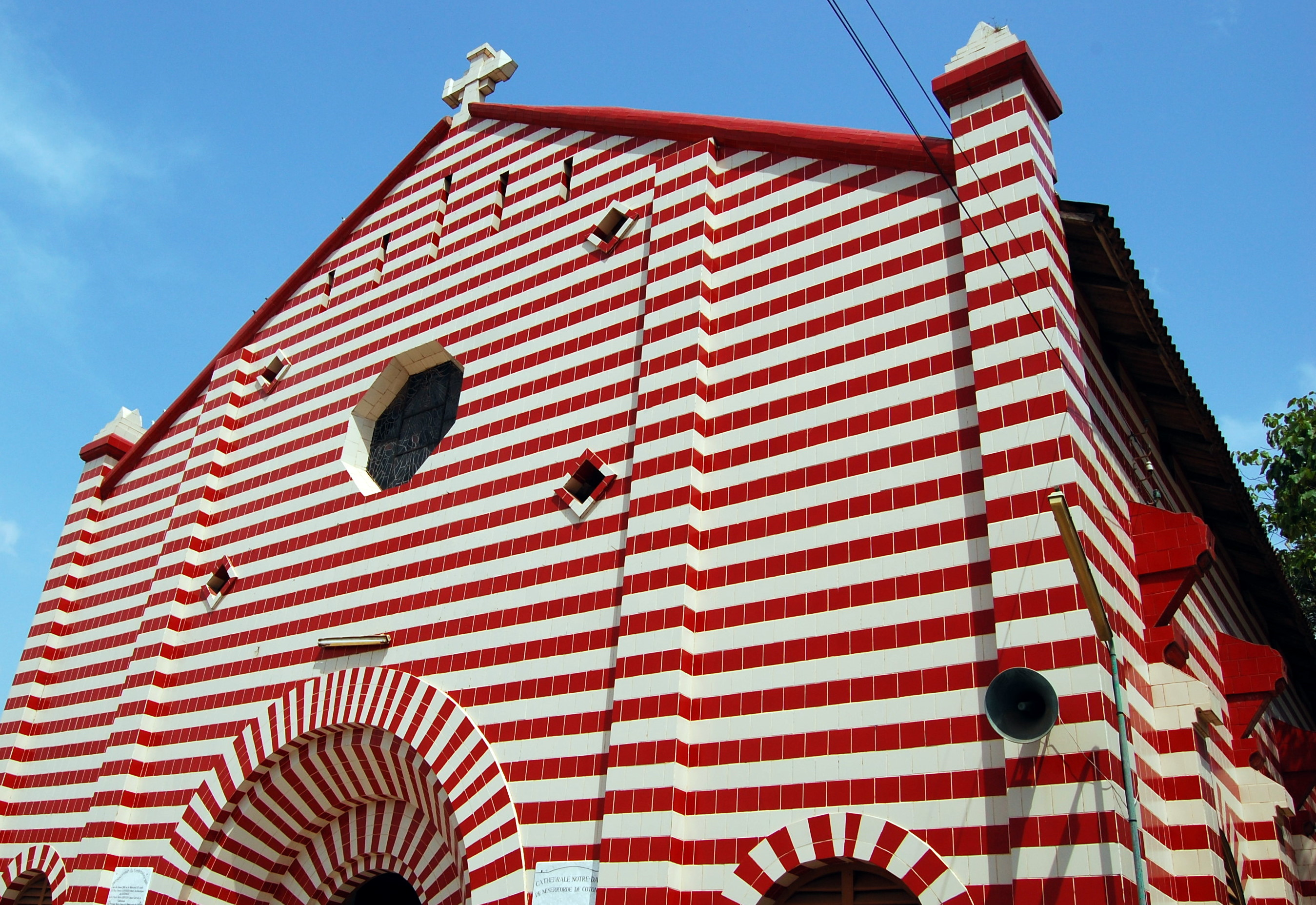
The cathedral of Notre Dame des Apotres in Cotonú

El cristianismo llegó a Benín por primera vez en 1680, ganando una base más permanente en el siglo XIX. Los metodistas ingleses llegaron en 1843, operando entre la gente de las armas costeras.[cita requerida] Más de la mitad de todos los cristianos en Benín son católicos. La jerarquía católica en Benín consiste en la Arquidiócesis de Cotonú (incluidas las Diócesis de Abomey, Dassa-Zoumé, Lokossa, Porto Novo ) y Parakou (incluidas las Diócesis de Djougou, Kandi,Natitingou, y N'Dali ). Hay 440 sacerdotes y 900 hombres y mujeres en órdenes religiosas.[cita requerida] Otros grupos cristianos incluyen bautistas, metodistas, asambleas de Dios, pentecostales, adventistas del séptimo día, la Iglesia de Jesucristo de los Santos de los Últimos Días (Mormones), testigos de Jehová, cristianos celestes, rosacruces, la iglesia de la unificación. Muchos cristianos nominales también practican las creencias religiosas locales tradicionales.

## Islam

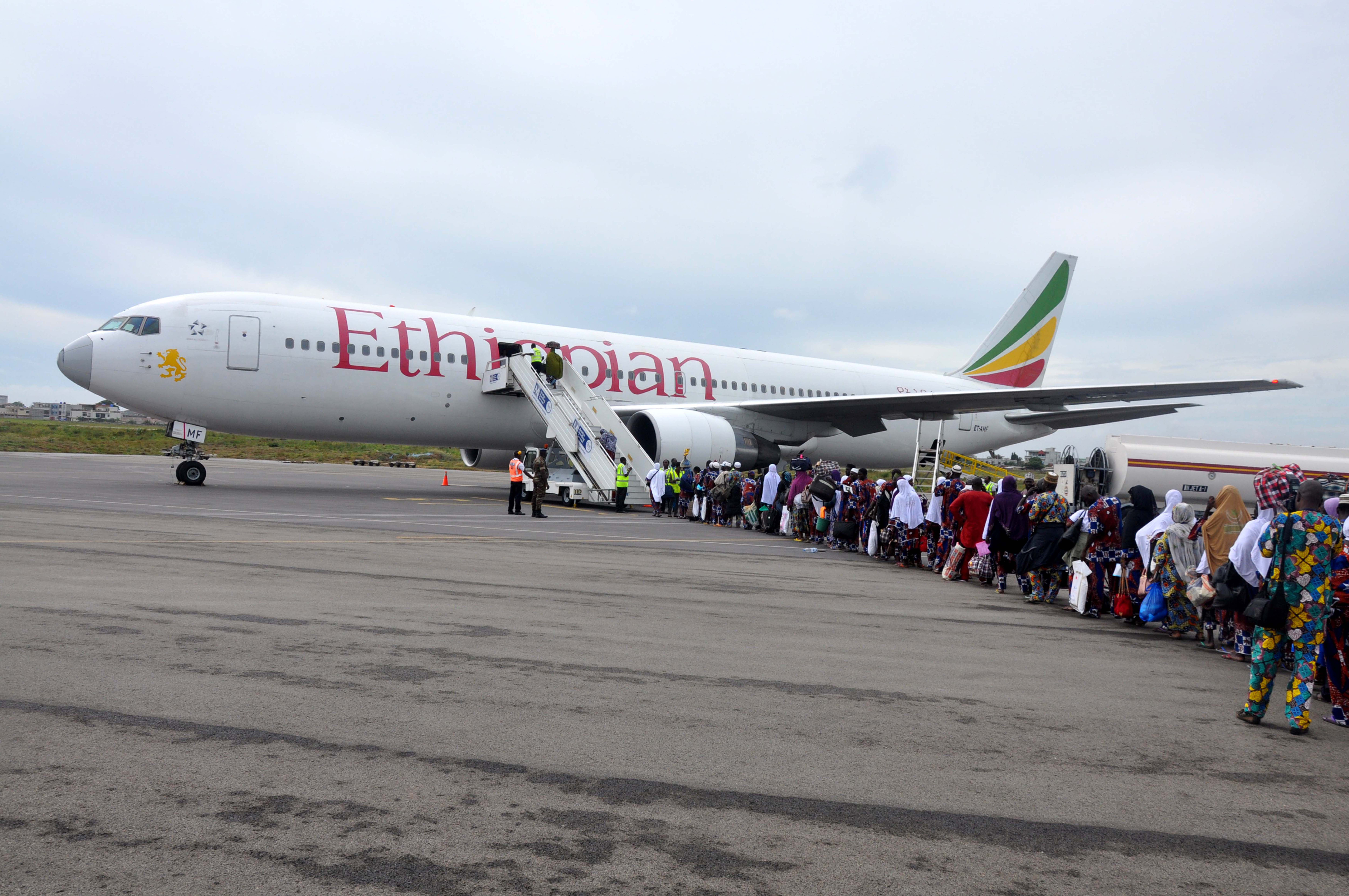
Peregrinos yendo a La Meca

El islam, que representa más del 27% de la población del país, fue traído a Benín desde el norte por los comerciantes Hausa y Songhai-Dendi. Casi todos los musulmanes se adhieren a la rama sunita Maliki del Islam. Los pocos musulmanes chiitas son principalmente expatriados del Medio Oriente. La comunidad musulmana Ahmadiyya también está presente, quien recientemente inauguró una mezquita en Benín, la Mezquita Al Mahdi en 2006. Muchos musulmanes nominales también practican las creencias religiosas locales tradicionales.